# Botermolen (Keerbergen)
De Botermolen is de naam van een heemkundig museum in Keerbergen, in de Belgische provincie Vlaams-Brabant.

## Tredmolen
Het museum is genoemd naar een door een hondentredmolen aangedreven karnton, welke zich oorspronkelijk in Ramsel bevond en naar het museum te Keerbergen werd overgebracht. Het betreft een zich onder een afdak bevindend verticaal opgesteld tredrad, waarvan de as door de muur verbonden is met de inpandige karninrichting. In de directe omgeving van Keerbergen waren vroeger een dertigtal van dergelijke molens te vinden.

## Museum
Het museum vindt zijn oorsprong in een aantal heemkundige tentoonstellingen, de eerste in 1963. Ondertussen verzamelde de plaatselijke Heemkundekring tal van voorwerpen, voornamelijk uit de plaatselijke boerderijen afkomstig. In 1969 werd een eerste museum geopend, en in 1979 werd het karrekot gebouwd, een 100 meter lange loods, waarin oude wagens en karren werden gestald. Het betreft ongeveer 80 stuks.
De Kruishoeveschuur, de laatste lemen Kempische schuur in Keerbergen, werd in 1984 met sloop bedreigd, en de Heemkundekring kon deze verwerven en op het terrein van het museum opnieuw opbouwen, wat in 1991 tot een geslaagd einde kwam. Ook het kapelletje De Drie Maagden (Eutropia, Genoveva en Bertilia) in 1990 afgebroken, werd in 1991 bij het museum herbouwd.
Ook tegenwoordig vinden er, naast de vaste uitstalling, thematische tentoonstellingen plaats, steeds een heemkundig onderwerp betreffende. 